# Dyscolorhinus vittatus
Dyscolorhinus vittatus är en insektsart som beskrevs av Kevan, D.K.M., Akbar och A. Singh 1964. Dyscolorhinus vittatus ingår i släktet Dyscolorhinus och familjen Pyrgomorphidae. Inga underarter finns listade i Catalogue of Life.